# ミネソタ州議会
ミネソタ州議会は、アメリカ合衆国ミネソタ州の両院制議会で、上院と下院の2院からなる。上院議員は67の1人区から選出される。10年ごとの区割りを考慮し、議員は10年ごとに1期2年、2期4年の任期で出馬する。下院議員は、67の上院議員選挙区を半分に分割した134の1人区から2年任期で選出される（上院第1区は下院第1A区と第1B区を含む）。
州議会は、毎年1月から5月の第3土曜日に続く最初の月曜日までの間に開かれる。議事はセントポールのミネソタ州会議事堂で開かれる。

## 歴史
初期ミネソタ州において、州議会は、州内の自治体の行政の基礎となる都市憲章を直接管理していた。初期には、多くの法律が特定の都市のために作られた。この慣行は1881年に禁止されたが、それでもこの試みは行われた。例えば、長い歴史を持つミネアポリス公園・レクリエーション委員会と、現在は廃止されている図書館委員会は、その後数年の間に立法府によって設立された。ミネソタ州憲法は1896年に改正され、各市が自らの憲章を直接管理できるようになった。
1920年にアメリカ合衆国憲法修正第19条が批准されると、州議会で女性が選出されるようになった。1922年には、マベス・ハード・ペイジ、ハンナ・ケンプファー、スー・メッツガー・ディッキー・ハフ、マートル・ケインが州下院議員に選出された。
1984年、州議会は州法から性別を特定する代名詞をすべて削除するよう命じた。2年間の作業の後、書き換えられた法律が採択された。20,000の代名詞のうち、女性的なのは301だけだった。"his "は10,000回、"he "は6,000回変更された。
1913年、ミネソタ州の議員は無党派投票で選出されるようになった。これは、裁判官、市および郡の役員を無党派で選挙することを規定する法案が、州議会を含めるように修正され、法案が廃案になると考えられたために起こった歴史的な事故であった。
ミネソタ州選出の議員は、無党派投票で選出されたものの、「自由党」または「保守党」として会派を組み、それぞれ民主党、農民労組（後の民主・農民労組）、共和党にほぼ相当する。1974年、下院議員は再び党派を指定して立候補した。1976年には上院議員が再び党派を指定して立候補した。
ジェシー・ベンチュラ知事は在任中、議会を一院制にすることを提唱したが、この構想は広範な支持を得ることはなかった。
2004年、議会は、教育問題から同性婚に至るまで、さまざまな問題で政治的対立が生じたことが主な原因となって、予定されていた法案の大半を成立させることなく、定例会期を終えた。
適切な予算は成立せず、ノーススター・コリドー通勤鉄道路線など、期待された主要プロジェクトは承認されなかった。同路線の反対派から擁護派に転じたティム・ポーレンティ州知事は、臨時議会の開催を要請すると見られていたが、結局、同路線の開発継続のために他の資金の調整に協力することになった。
2004年会期中の動きがなかったことが、11月の選挙で共和党下院議員の多くが議席を失った一因と言われている。民主党・農民・労働党（DFL）の少数派は53から66に増え、共和党の多数派は81から68に減った。

州憲法には強制閉会日が定められており、毎年5月の第3土曜日に続く最初の月曜日以後は、定例会期もその閉会会も開いてはならないとされている。2005年には、全体予算が可決されないまま定例会期が終了し、その後、ポーレンティ州知事によって臨時会期が招集された。6月30日の会計年度末までに全体予算は可決されず、州史上初めて政府の大部分が閉鎖された。しかし、一部の必要不可欠なサービスは引き続き運営され、一部の部局は法律による資金援助を受けた。2週間後、妥協案が承認され、署名された。
2022年11月の総選挙では、ミネソタ民主農民労働党が州知事の職と州下院の過半数を維持し、州上院の過半数を奪還した。

## テレビ放送
議会の会期中は、両院の議事がミネソタ・チャンネルを通じてテレビで放送されるほか、議会のウェブサイトを通じてオンラインでも放送される。州下院のYouTubeチャンネルは "MNHouseInfo"である。州上院のYouTubeチャンネルは "Minnesota Senate Media Services "である。

## ギャラリー

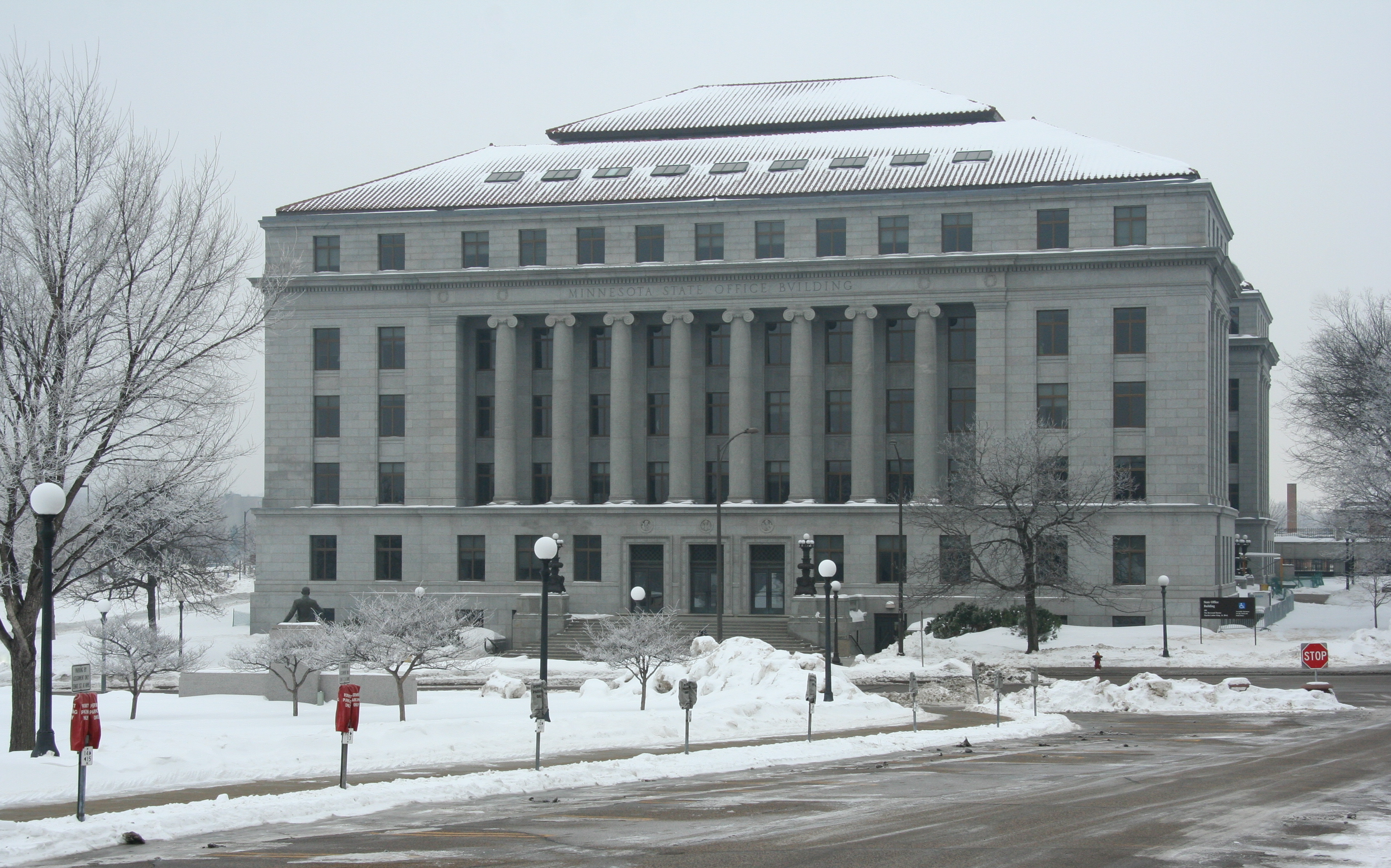
議事堂に隣接する州下院議員の事務所がある州庁舎